# Alex Kelly
Alex Kelly est un personnage de fiction de la série télévisée Newport Beach (FOX), joué par Olivia Wilde. Elle est bisexuelle, sortant avec Seth Cohen et Marissa Cooper pendant la saison 2 de la série.

## Biographie fictive
Quand Seth cherche des tickets pour le concert des Walkmen pour Summer et Zach, dans le but de retrouver une relation d'amitié avec Summer, il va au Bait Shop pour les acheter. Il demande alors à Alex, qui lui répond que toutes les places ont déjà été vendues et qu'il va devoir travailler au club pour en avoir. Elle finit par l'engager après une journée d'essai. Seth la convainc de sortir avec Ryan, tandis que lui-même et Lindsay les rejoignent pour en faire un double rendez-vous. Celui-ci se termine sur la conviction qu'Alex et Ryan n'ont rien en commun et sur le retour de Seth au Bait Shop, venu présenter ses excuses pour la terrible soirée. Finalement, Seth lui propose d'aller manger une glace, ce qu'elle accepte après l'avoir embrassé dans les escaliers vers la sortie. Seth l'invite pour la soirée "SnO.C." (soirée givrée), invitation qu'elle décline, lui notifiant par la même occasion qu'il s'est fait des idées concernant le baiser échangé précédemment. Ce même soir, Zack arrive au Bait Shop dans le but de boire un verre. Ce faisant, il demande à Alex des conseils concernant Summer, sans pour autant mentionner le nom de celle-ci. Elle lui conseille alors de se battre pour Summer, afin que celle-ci s’intéresse à lui. Au départ de Zack, Alex comprend qu'il parlait de la relation entre Seth et Summer, et semble alors envisager faire avancer sa propre relation avec Seth. Elle arrive finalement à la soirée, et prend soin de Seth après que Zack l'ait frappé. Ils finissent par échanger un nouveau baiser au Bait Shop où ils s'étaient rendus pour les 1ers soins. Tandis que leur relation progresse, Seth continue d'essayer de l'impressionner en se la jouant « bad boy ». Pour cela, il se saoule lors d'un concert, puis vole la voiture de Caleb lors d'une fête chez les Cohen. Lorsqu'elle réalise ce que Seth est en train de faire, et pourquoi, Alex l'informe qu'elle est sortie avec beaucoup de mauvais garçons et qu'il est loin d'en être un. Elle lui apprend alors, que c'est justement ce qu'elle aime chez lui.
Sandy, le père de Seth, se présente au Bait Shop pour demander une faveur à Alex, sachant pertinemment que son fils ne l'écoutera pas. En effet, pensant qu'elle a une mauvaise influence sur son fils, lui demande alors d'annoncer à Seth qu'ils ne peuvent plus se voir. Seth, après être furtivement sorti de chez lui, passe chez Alex, qui l'informe alors de la venue de son père au club ainsi que la conversation qui y a eu lieu. Elle manifeste alors son besoin d'air et de temps, expliquant ainsi qu'ils ne se verront pas pendant un temps. Cependant, cette période ne dure pas longtemps. En effet, Alex aide Seth à préparer un anniversaire de mariage surprise pour Kirsten et Sandy, qui finissent par l'accepter. Mais l'arrivée en ville de Jodie, l'ex d'Alex qui s'avère être une ex, va provoquer des tensions dans leur couple et, finalement, leur rupture. Après une soirée mouvementée, pendant laquelle Ryan s'est verbalement défoulé sur Marissa, l'accusant d'entrainer tous ceux qu'elle croise dans sa propre galère, Marissa, squatte l'appartement d'Alex. Toutes deux regardent alors un vieux film d'horreur. Alex, trouvant qu'il fait froid, décide de mettre une couverture sur elles, se penchant pour cela au-dessus de Marissa. Alors qu'elle se redresse, elles échangent un type de regard que Marissa n'avait jamais expérimenté auparavant. Les deux filles se rapprochent petit à petit les jours suivants, et, lorsqu'Alex découvre qu'en partant, Jodie lui a volé un pendentif en forme de cœur, symbole de leur amour passé, toutes deux décident de partir à L.A. le lui reprendre. Sur place, Jodie essaye tant bien que mal de récupérer Alex, Marissa l'en empêche en lui faisant croire qu'elles sont en couple. Alex offre alors le 2e pendentif à Marissa, puis elles rentrent à Newport. Sur le trajet, Marissa se fait faire un tatouage similaire à celui d'Alex dans le creux des reins.